# 布尔代耶
布尔代耶（法語：Bourdeilles，法語發音：[buʁdɛj]）是法国多尔多涅省的一个市镇，原属佩里格区，2017年起划至农特龙区。

## 地理
布尔代耶（45°19'19"N, 0°35'13"E）面积21.85 平方千米，位于法国新阿基坦大区多爾多涅省，该省份为法国西南部内陆省份，是法國本土面积第三大的省，大致对应佩里戈尔地区，北起顺时针与夏朗德省、上维埃纳省、科雷兹省、洛特省、洛特-加龙省、吉倫特省和滨海夏朗德省接壤。
与布尔代耶接壤的市镇（或旧市镇、城区）包括：比拉、佩里戈尔地区布朗托姆、比萨克、克雷萨克、大布拉萨克、利勒、波萨克和圣维维安、佩里戈尔地区布朗托姆。
布尔代耶的时区为UTC+01:00、UTC+02:00（夏令时）。

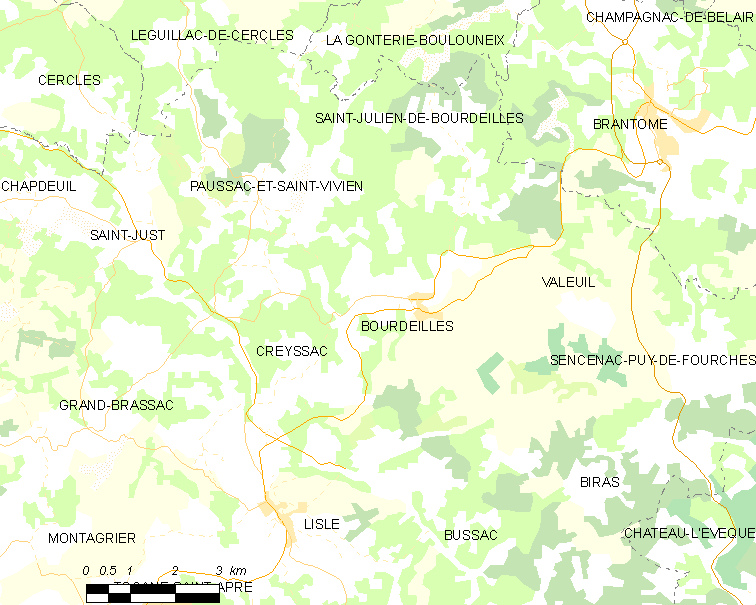
布尔代耶的OSM定位图

## 行政
布尔代耶的邮政编码为24310，INSEE市镇编码为24055。

## 政治
布尔代耶所属的省级选区为佩里戈尔地区布朗托姆县。

## 人口

1962-2008年间布尔代耶人口变化图示

布尔代耶于2022年1月1日时的人口数量为793人。